# Simon de Faultrier
Simon de Faultrier (* 22. August 1763 in Metz; † 24. November 1832 ebenda) war ein französischer Général de brigade der Artillerie.

## Leben
Faultrier entstammte einer alten Offiziersfamilie: sein Vater und Großvater dienten in der königlichen Armee, General François Faultrier de l’Orme war sein älterer Bruder. Faultrier kam als Kadett an die Militärakademie École d’application de l’artillerie et du génie seiner Heimatstadt (→Festung Metz).
Anschließend kam er in ein Artillerie-Regiment und wurde 1781 zum Lieutenant und 1790 zum Capitaine befördert. Er kämpfte u. a.  bei Arlon (17./18. April 1794) und Fleurus (26. Juni 1794).
Am 22. November 1806 wurde Faultrier zum Général de brigade befördert. Nach einiger Zeit legte er seine eher administrativen Aufgaben nieder und meldete sich in den aktiven Dienst zurück. Ab 1808 war er an den Napoleonischen Kriegen in Spanien beteiligt.  Als Mitglied im Stab von General Pierre Dupont de l’Étang nahm er an der Einnahme Córdobas (8. Juni 1808) teil und kämpfte vor La Coruña (16. Januar 1809).
Faultrier wurde 1812 in den Ruhestand verabschiedet und ließ sich in seiner Heimatstadt nieder. Als überzeugter Anhänger Napoleons hatte er für die Politik von König Ludwig XVIII. und dessen Nachfolger Karl X. keinerlei Interesse. Er starb im Alter von 69 Jahren am 24. November 1832 in Metz und fand dort auch seine letzte Ruhestätte.

## Ehrungen
- Dezember 1803 Chevalier der Ehrenlegion
- Juni 1804 Commandeur der Ehrenlegion